# Discours sur l'anatomie du cerveau
Le Discours sur l'anatomie du cerveau est un discours célèbre de Nicolas Sténon (1638-1686) , prononcé à Paris devant l'Académie Melchisédech Thévenot début de l'année 1665, publié ensuite sous ce nom, probablement à partir de 1665, principalement à partir de 1669, et qui va orienter la recherche neuroscientifique pour les années qui suivent.
Sténon y rejette les anciennes spéculations sur les esprits animaux et critique les parti-pris de René Descartes et de ses disciples, qui, en dépit d'une connaissance médiocre de l'anatomie du cerveau, avaient élaboré des modèles complexes pour expliquer les fonctions cérébrales. Les choix physiologique de Descartes, leur remise en cause par Sténon dans son Discours sur l’anatomie du cerveau ont servi d’argument « a posteriori contre le cartésianisme ».
Sténon va d'autre part dans son discours dessiner les contours d'un programme de recherche plus large, pour faire de l’anatomie une véritable science médicale. Sténon a affirmé que les études anatomiques devaient être libres et non liées à des contraintes préétablies. Il a notamment appelé à des méthodes de dissection appropriées et à des illustrations précises. Ses propres études anatomiques minutieuses lui ont permis de décrire avec précision de nombreuses structures cérébrales.

## Histoire
Nicolas Sténon, né à Copenhague le 11 janvier 1638, avait dans sa jeunesse montré des prédispositions pour les mathématiques, mais des considérations économiques l'on finalement amené à la médecine ; À l'Université de Copenhague, Sténon sous la direction de Thomas Bartholin (1616-1680) se familiarise avec les découvertes anatomiques les plus récentes, notamment la circulation sanguine de William Harvey (1578-1657) et les vaisseaux lymphatiques par Bartholin lui-même. Il est aussi proche du naturaliste Simon Paulli, et de Ole Borch, professeur de botanique et chimie. Durant le siège de Copenhague de 1659, il lit l'ouvrage que Jean Pecquet (1622-1674) a écrit en collaboration avec les mathématiciens français Gilles Personne de Roberval (1602-1675) et Adrien Auzout (1622-1691), le Experimenta nova anatomica de 1651; ainsi que la description originale et longue de la philosophie mécanique et atomistique de Pierre Gassendi(1595-1655); un manuscrit daté de 1659 montre de plus qu'il est familier de l'œuvre de Bacon (De augmentis et dignitate scientiae), Galilée, Descartes, Regius, Sennert, Kircher et Borel. C'est armé de cette importante culture scientifique qu'il se réfugie aux Pays-Bas.
Aux Pays-Bas dès 1660, il acquiert une solide réputation d'anatomiste. À Amsterdam d'abord, il suit les cours d’anatomie de Gerhard Blasius (1625-1682) ; à Leyde ensuite, il rencontre les médecins Sylvius (Franciscus de le Boë, 1614-1672) et Johannes Van Horne (1621-1670), de vieux amis de Bartholin. L'enseignement de Sylvius à l'Université de Leyde a influencé directement ou indirectement la plupart des anatomistes célèbres de la seconde moitié du XVIIe siècle, et Leyde a progressivement remplacé Padoue comme principal centre européen de formation médicale. Sous la direction de Sylvius et Bartholin, Sténon fait le plus gros de ses observation sur le conduit parotidien (ou conduit de Sténon, découverte qui lui sera disputée par Gerhard Blasius) et les glandes salivaires, et publie en 1661 son premier ouvrage d’anatomie, l’Anatomica disputatio de glandulis oris, à une époque où les études sur les glandes émergeaient comme un nouveau domaine de recherche anatomique,. Il fait suivre ce premier ouvrage par ses Observationes anatomicae de 1662 qui ajoute les glandes lacrymales et nasales,. À Leyde, il côtoie aussi Theodor Kerckring (de) et se lie avec Spinoza, Reinier de Graaf et Jan Swammerdam.
Choix naturel chez Sténon, les mathématiques ou les mathématiques mixtes (plus tard appelées physique mathématique) accompagneront sa réflexion, dans les domaines où il finira par exceller, particulièrement l'anatomie (l'Elementorum myologiæ specimen publié à Florence en 1667, sur le fonctionnement des muscles) et la géologie (le De solido intra solidum naturaliter contento publié à Florence en 1669). Sténon dédie son troisième traité (De glandulis oculorum) à six intellectuels des Pays-Bas et du Danemark, parmi lesquels deux mathématiciens : Jorgen Eilersen (1616-1686), directeur de l'École latine de Copenhague, où Sténon avait été scolarisé avant l'Université, et Jacob Golius (1596-1667), professeur de mathématiques à l'Université de Leiden depuis 1629,.
Sténon séjourne à Paris de novembre 1664 à septembre 1665; il y reçoit le patronage de Melchisédech Thévenot (1620-1694), homme riche et intéressé par la science, et éminence grise derrière la fondation de l'Académie des Sciences de Paris en 1666. Les maisons de Thévenot à Paris et à Issy étaient ouvertes aux scientifiques de passage, parmi lesquels se trouvaient l'ami de Sténon de Leyde, le naturaliste néerlandais Jan Swammerdam; période insouciantes pour les deux amis, ils sont également rejoints par le chimiste et médecin Ole Borch. Le carnet de voyage de Borch renseigne sur les milieux scientifiques dans lesquels Sténon évolue ; parmi les témoignages du voyage de Sténon figurent aussi quatre lettres à Sténon d'un membre fondateur de l'Académie de Paris, Jean Chapelain, 83 ans ; et des lettres du médecin André Graindorge, qui fut témoin des dissections de Sténon et en rendit compte au futur évêque de Caen, Pierre-Daniel Huet, écrivain anticartésien.
Le Discours écrit en français est adressé début 1665 à une assemblée de savants qui se tient chez Thévenot à Paris. Les qualités d'anatomistes de Sténon sont alors vantée tant par la Royal Society que par le Journal des savants, ainsi que dans de nombreux pays d'Europe occidentale.
Sténon quitte Paris à l'automne 1665, pour entamer un voyage vers le sud à travers la France. À Saumur, il rencontre Louis de La Forge, philosophe cartésien et illustrateur de la première édition française du Traité de L'Homme en 1664. Sténon passe aussi quelques mois à Montpellier, où il rencontre des scientifiques anglais itinérants, parmi lesquels William Croone (en), qui avait publié l'année précédente à Londres, anonymement, un livre sur la contraction musculaire, le De ratione motus musculorum. Sténon et Croone non seulement discutent des théories de la contraction musculaire, mais Sténon également démontre la structure musculaire par des dissections,. Appuyé par Thévenot dont il fournit une lettre de recommandation à l'adresse du grand-duc de Toscane, il devient à Florence, le médecin personnel de Ferdinand II de Médicis, puis membre de l’Accademia del Cimento. Il sillonne l’Europe, entrant en contact avec des philosophes, dont Baruch Spinoza et Gottfried Wilhelm Leibniz. Après des travaux pionniers en paléontologie et en géologie, en 1677, Sténon s'est converti du luthéranisme au catholicisme pour devenir évêque et vicaire apostolique en Europe du Nord.

### État des connaissances sur le cerveau
L'histoire des sciences montre une volonté d'émancipation des Anciens qui n'attend pas la Renaissance pour se manifester. Beaucoup de Modernes méprisent souvent de manière suffisante leurs prédécesseurs, appelant à une science nouvelle ; ce discours est à rapprocher de la Querelle des Anciens et des Modernes, polémique de la fin du XVIIe siècle mais qui couve à cette époque, et qui ne concerne pas que les gens de lettres. En ce qui concerne le cerveau, Sténon dans son Discours s'étend brièvement sur l’anatomiste anglais Thomas Willis, mais surtout Descartes, auquel il consacre plus de vingt pages. L'intérêt porté au cerveau ne se retrouve que sporadiquement dans les travaux antérieurs de Sténon.
Au XVIIe siècle, l'anatomie du système nerveux prend de l'importance comme support des études physiologiques. D'importantes contributions neuroanatomiques ont été apportées par Franciscus de le Boë (Sylvius), auteur d'études sur le cortex cérébral, et qui fut professeur de Sténon à l'Université de Leyde. Son nom reste attaché à la « scissure de Sylvius », et à « l'aqueduc de Sylvius » qui avaient déjà été décrits par Giulio Cesare Aranzio (1530-1589). Sténon affirme dans son Discours, qu'il ne connaissait personne qui s'était davantage engagé dans le sujet que Sylvius ; Sténon parle abondamment des méthodes ingénieuses de Sylvius pour démêler les complexités du cerveau humain, qui semblent avoir été une combinaison de l’approche traditionnelle de André Vésale et de la procédure préconisée par Costanzo Varolio (1543-1575), qui avait disséqué le cerveau de la base au sommet.
Plus de 150 ans après Vésale, un certain nombre de penseurs scientifiques même les plus émancipés, parmi lesquels Willis, Descartes et Vieussens, étaient encore sous la domination complète de l'idée d'esprits animaux censés remplir les ventricules cérébraux, (la pneuma ou πνεΰμα ψυχικóv / pneuma psychikon antique, les traducteurs latins en on fait des spiritus). Les spécialistes font remonter le concept d’esprits animaux à Aristote, qui a théorisé l’âme (pneuma) comme étant la source du mouvement corporel ; la pneuma est alors associée au cœur. Galien qui a opposé le cérébrocentrisme au cardiocentrisme d'Aristote, va localiser les spiritus animalis dans les ventricules du cerveau, et faire de la pituite sa partie excrémentielle ; conception assumée par le monde médiéval puis par la Renaissance, et reprise telle quelle par Descartes qui en fait le moteur des interactions corps-esprit,,. Cette théorie suscite des doutes parmi certains « intellectuels lucides » à la fin du XVIIe siècle et au début du XVIIIe siècle, notamment Sténon et Johann Jakob Wepfer (1620-1695), dont les travaux sur l'apoplexie ont contribué à initier la discipline de la neurologie cérébrovasculaire. Dans son De Musculis Glandulis observationum specimen de 1664, Sténon avait déjà nié que le cœur, simple muscle (dans la foulée du De motu cordis de Harvey ; il nie au passage les théories ébullitionniste de Descartes), puisse être à l'origine des esprits vitaux (voir en Annexe, le Journal des savants du Lundi 23 mars 1665, « ni comme le principe de la chaleur naturelle, de la sanguification, et des esprits vitaux »,). Selon Galien dans le cœur, l'esprit vital (selon la théorie pneumatique, le πνεῦμα ζωτικὸν / pneuma zootikon) atteint le rete mirabilis et s'y transforme en esprit animal. La théorie des esprits animaux, thème central de la physiologie de Descartes, sera dénoncée tant dans le Discours que dans son Elementorum myologiae specimen seu Musculi descriptio geometrica de 1667. Dans ses Observationes Anatomicae de 1658, Wepfer décrit les artères cérébrales en détail, identifiant la structure reconnue aujourd'hui comme le polygone de Willis ; il s'oppose aussi à la notion galénique de rete mirabile chez l'homme, siège de la transformation de l'esprit vital depuis le cœur, en esprits animaux. La théorie des esprits animaux malmenée au XVIIe siècle trouvera sa conclusion dans les expériences galvaniques de stimulation électrique des nerfs,.
Les études neuroanatomiques et neurophysiologiques ont conduit à de nouvelles critiques des doctrines de Galien. Galien par ses expérimentations était arrivé à la conclusion que le cerveau était l'organe où arrivent toutes les sensations, et où surgissent toutes les images mentales et toutes les idées intelligentes, un lieu d'imagination, de mémoire et de compréhension. Descartes montre un grand intérêt pour le système nerveux et, bien qu'il n'ait pas de formation institutionnalisée en anatomie, effectue des dissections d'animaux ; il assiste aussi à des autopsies humaines, dans l'espoir d'en apprendre davantage sur l'organe de l'esprit en neuroanatomie qui, à cette époque, était considéré comme largement connu. La pensée philosophique de Descartes se concentrait cependant sur la glande pinéale (ou conarium) — « sous prétexte qu'elle est la seule partie de l'encéphale qui ne soit pas double » (ou, conjugué, ce qui est inexact) — qu'il croyait capable de s'incliner, influençant la dispersion des esprits animaux dans des nerfs spécifiques connectés aux ventricules du cerveau. Il désignait le corps pinéal comme le siège de l'âme (res cogitans), une entité qui ne pouvait être décomposée en facultés distinctes pouvant être localisées dans différentes parties du cerveau. Selon Descartes, le res cogitans doit interagir avec le soma physique (res extensa) en un seul endroit central : les fonctions sensorielles, motrices et cognitives étaient donc liées sauf chez les animaux, à la glande pinéale; la glande pinéale draine et stockes les esprits et devient « le centre où aboutissent toutes les impressions sensorielles et d'où part la commande de tous les mouvements »,,. Giovanni Maria Lancisi (1654 -1720) considérera la glande pinéale comme ayant un effet de renforcement, donnant une force de propulsion aux esprits animaux sortant du corps calleux.

Les idées de Descartes s'articulent autour d'observations anatomiques et de concepts physiologiques, dont on convenait la rareté en face des défis relevés par Descartes,,, qui en dessinaient éventuellement les limites : Samuel Sorbière à Gui Patin à propos des Passions de l'âme, écrivait par exemple autour de 1651 :

« C’est une hardie entreprise d’en venir à ce détail avec ce peu de connaissance que nous avons des plus cachés ressorts de la Nature. En vérité, je doute si nous en pouvons parler aussi pertinemment qu’un margajat parle des affaires de la cour après avoir traversé la France en poste, et vu seulement la porte du Louvre. »

— Samuel Sorbière, Lettre à Gui Patin
La remise en cause de l'anatomie et de la physiologie de Descartes, notamment par Sténon dans son Discours, servira d’argument « a posteriori contre le cartésianisme ».
Personne avant Thomas Willis (1621-1675) n'avait consacré un traité entier exclusivement au cerveau et au système nerveux. Le Cerebri anatome : cui accessit nervorum descriptio et usus est divisé en 29 chapitres, les 20 premiers consacrés au cerveau et au système nerveux en général, les autres à l'anatomie et à la physiologie des nerfs. On lui doit, par exemple, le terme de νευϱολόγια / neurologia , des expressions telles que motus reflexus , actio reflexa, et la définition même du système nerveux. Willis obtient des résultats importants, le plaçant, avec Malpighi et Sténon, à la tête d'une décennie (1655-1665) particulièrement féconde dans le domaine de l'anatomie, de la connaissance et des études du cerveau et du système nerveux. Willis comme le remarque Sténon a placé le sens commun dans le corpus striatum ; l'imagination dans le corpus callosum et la mémoire dans le cortex cérébral. Il a développé l’idée que le cervelet était le substrat anatomique essentiel nécessaire au maintien de la vie et qu’il contrôlait des mécanismes involontaires tels que le rythme cardiaque, la respiration et la motilité gastro-intestinale. Le cervelet joue effectivement un rôle dans la fonction autonome, mais la conclusion de Willis selon laquelle les fonctions vitales sont détruites par l'extirpation du cervelet était basée sur une technique expérimentale primitive qui a probablement endommagé le tronc cérébral. Cette premières tentatives de localisation de la fonction physiologique à partir du cervelet a été décriée puis réfutée par Sténon. Sténon a introduit de nouvelles hypothèses, et suggéré qu'une façon d'étudier la substance blanche du cerveau était de suivre les nerfs « pour savoir où ils vont et où ils finissent », et qui ont suscité mais plus tard un nouveau domaine des neurosciences, la neurologie cérébrovasculaire.
Le De catarrhis (1660-1664) et le Liber de Osse cribriformi (1655), de Conrad Victor Schneider (1614-1680), ont réfuté la théorie des mucosités comme sécrétion cérébrale (les anglo-saxons préfèrent quelquefois citer le De catarrhis de Richard Lower), anéantissant la théorie catarrhale qui datait d'Hippocrate,. Sténon dans ses Disputatio anatomica de glandulis oris de 1661, puis dans ses Observationes anatomicae de 1662 a notamment répondu très activement aux idées de Schneider,, les peaufinant et en les poursuivant a fait un travail minutieux sur les glandes lacrymales, dans lequel il a nié l'origine cérébrale des larmes.
En 1664 Claude Clerselier de Descartes (1596-1650), publie l'Homme, ouvrage posthume rédigé dans les années 1630.

#### Réfutation de la théorie catarrhale
L'époque voit la réfutation de la théorie « catarrhale », qui faisait du nasopharynx l'émonctoire du cerveau (d'où l'expression de « rhume de cerveau »). Cette théorie qui datait d'Hippocrate et de Galien a été réfutée de manière définitive par le De catarrhis de Conrad Victor Schneider en 1660, et dès 1655 par son Liber de Osse cribriformi. C'était avant Schneider l'un des rôles du cerveau, de contenir la pituite, dont l'excès pouvait s'écouler aux périodes les plus froides, éventuellement via la « glande pituitaire », vers le nasopharynx, ce qui supposait une connexion ouverte entre le cerveau et le nez, que l'on faisait passer par l'os sphénoïde ou par la lame criblée de l'ethmoïde. Selon cette aberration physiologique et anatomique déjà dénoncée par Vésale, la prise de tabac en sternutatoire avait pour but littéralement de « purger le cerveau », . Schneider place dans le sang la source du catarrhe ; sa substance est une éjection (éjectamentum) de la masse sanguine entière. Celui-ci est excrété du sang par les vaisseaux sous forme de mucus sur les différentes membranes du nez, du larynx, de la gorge, etc. Schneider affirmant la muqueuse naso-sinusienne comme lieu de production du mucus (la membrane de Schneider (en)), réfute également l'hypothèse de la production et de la sécrétion de mucus cérébral de l’école hippocratique et établit la continuité de la dure-mère. Sténon va sur Schneider affirmer que de la chair glandulaire se trouve sous toute cette membrane.

## Publications
Une lettre de de Thévenot à Christiaan Huygens du 18 septembre 1665, dans laquelle il promet d'envoyer le Discours, témoigne qu'une édition du Discours, existait déjà à cette époque,. Cette édition est suivie de l'édition de 1669. La publication ultérieure du Discours sur l’anatomie du cerveau en 1669, d'après Thévenot doit aussi à l'influence de Léopold de Médicis, fondateur de l'Accademia del Cimento, où Sténon s'était aussi illustré. Le Discours fut le seul ouvrage scientifique de Sténon publié dans une langue moderne. En 1671, il fut traduit en latin sous le nom de Dissertatio de Cerebri Anatome,. En 1732, l'ouvrage fut à nouveau remarqué lorsque Jacques-Bénigne Winslow (1669-1760), professeur d'anatomie à Paris, petit-neveu de Sténon et converti au catholicisme comme lui, réimprima le Discours dans son Exposition anatomique de la structure du corps humain, mais sans ses illustrations. L'ouvrage de Winslow a été publié dans dix éditions françaises jusqu'en 1776, et avec ce manuel, le Discours a été traduit en allemand, anglais et italien, et au cours de ce même siècle en danois et en néerlandais. Le Medicinal Dictionary, Vol. 2, de Robert James publié à Londres en 1745, contenait le Discours (sous Cerebrum).
À l'exception des illustrations, qui sont remarquablement exactes et détaillées bien qu'elles soient basées sur l'étude de tissu cérébral non fixé, le Discours contient peu d'informations anatomiques de type « traité ». Résumant toutes les positions majeures de Sténon, aucune revue ultérieure ne correspond à celle donnée l'année de sa publication dans les Philosophical Transactions of the Royal Society du 20 septembre 1669.

## Le Discours
Sténon dans son Discours, n'a pas voulu présenter au monde de nombreuses observations nouvelles sur le cerveau. La grande valeur du Discours repose notamment sur la clarté et la franchise avec laquelle il voit et admet sa propre incertitude et l'ignorance de son temps. C'est une critique intelligente avec laquelle il fouette raisonnement abstrait et discours banal dans les sciences naturelles de l’époque. Il donne de plus les directives pour l'investigation du cerveau, valables pour les siècles à venir. Le Discours se caractérise par une affirmation de refus clair des constructions anatomiques et physiologiques de Descartes.

### Affirmation d'ignorance

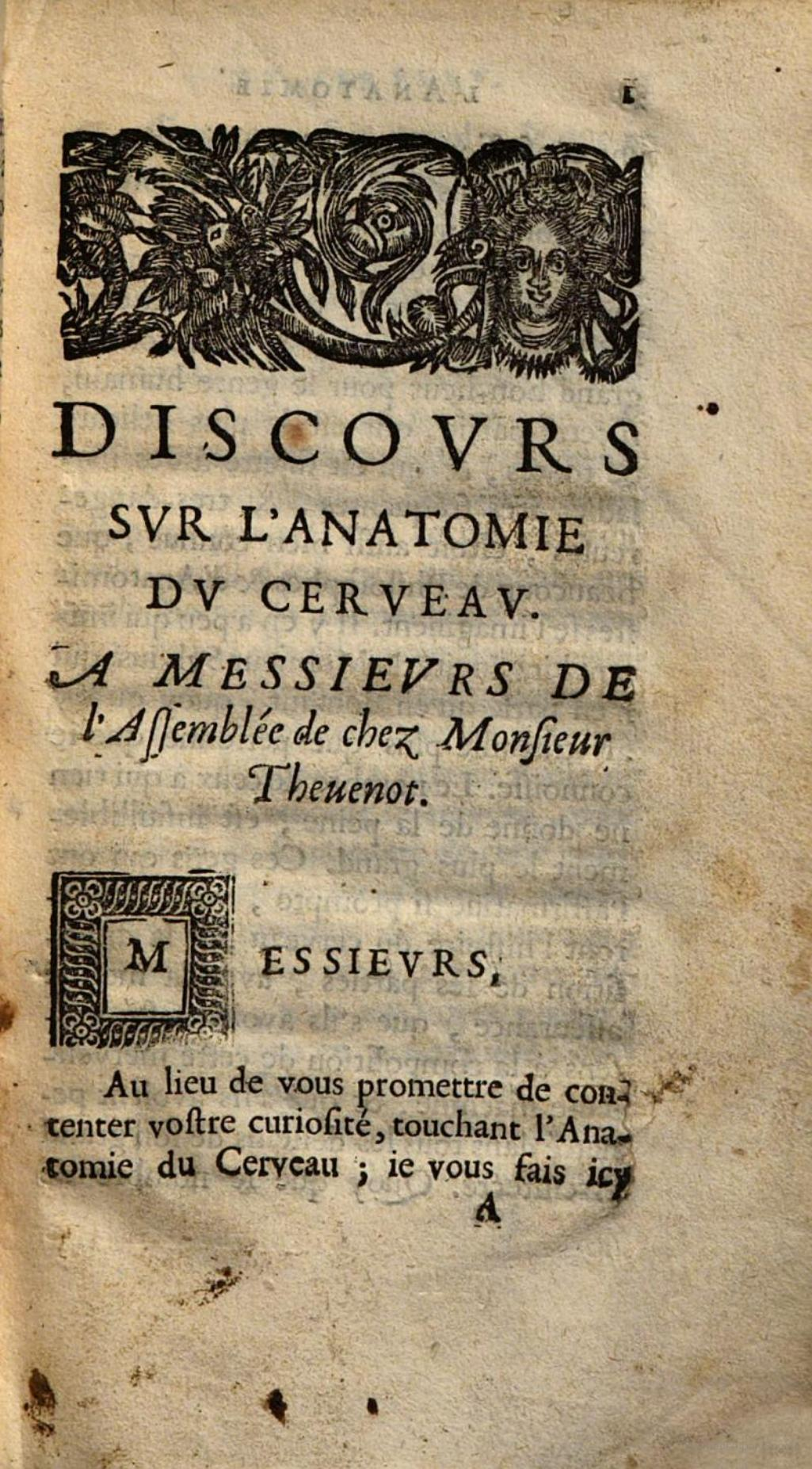
Nicolas Sténon, Discours sur l'anatomie du cerveau.

Sténon reconnu à son époque comme l'un des anatomistes les plus brillants de son temps, et un véritable érudit, était aussi reconnu pour ses qualités de modestie et de simplicité, qui lui vaudront les éloges de Albrecht von Haller,; une humilité dont il ne se départira jamais pendant son séjours à Paris, Sténon commence son discours, par un aveu déconcertant et rassurant d'ignorance, :

« Messieurs, Au lieu de vous promettre de contenter votre curiosité, touchant l’Anatomie du Cerveau ; je vous fais ici une confession sincère et publique, que je n’y connais rien. Je souhaiterais de tout mon cœur, d’être le seul qui fût obligé à parler de la sorte ; car je pourrais profiter avec le temps de la connaissance des autres, et ce serait un grand bonheur pour le genre humain, si cette partie, qui est, la plus délicate de toutes, et qui est sujette à des maladies très fréquentes, et très dangereuses, était aussi bien connue, que beaucoup de Philosophes et d’Anatomistes se l’imaginent. Il y en a peu qui imitent l’ingénuité de Monsieur Sylvius, qui n’en parle qu’en doutant, quoi qu’il y ait travaillé plus que personne que je connaisse. Le nombre de ceux à qui rien ne donne de la peine, est infailliblement le plus grand. Ces gens qui ont l’affirmative si prompte, vous donneront l’histoire du cerveau, et la disposition de ses parties, avec la même assurance, que s’ils avaient été présents à la composition de cette merveilleuse machine, et que s’ils avaient pénétré dans tous les desseins de son grand Architecte. »

— Discours de l'anatomie du cerveau (p.2)
Cette leçon d’humilité s'oppose évidemment aux prétentions des anatomistes qui laissent entrevoir qu'ils ont peu ou prou réussi à dissiper l’opacité qui entoure le cerveau. À la suite du Discours, certains auteurs comme Jacques-Bénigne Winslow (1669-1760), Albrecht von Haller (1708-1777) ou Michele Attumonelli (1753-1826), ont pu faire à propos du cerveau une déclaration d'ignorance, « aveu qui relevait d'un refus de localiser abusivement les facultés de l'âme à partir d'une connaissance anatomique partielle, survenant après les sévères critiques des conceptions de Descartes sur la glande pinéale par l'anatomie pathologique de son temps ».
Sténon introduit son professeur à Leyde, Franciscus de le Boë (Sylvius), qui ne parle du cerveau qu’en doutant, « quoi qu’il y ait travaillé plus que personne que je connaisse. Le nombre de ceux à qui rien ne donne de la peine, est infailliblement le plus grand. ». p. 3, Sténon représente que « ceux qui recherchent une connaissance solide » ne trouveront rien de satisfaisant dans tout ce qui a été écrit jusqu'ici sur le cerveau : que tout ce sur quoi les anatomistes s'accordent, c'est qu'il consiste en deux substances, « l’une grisâtre et l’autre blanche », et que la première est « continue aux nerfs qui se distribuent par tout le corps » ; et que celle-ci sert en quelques endroits d'une sorte de cortex pour la « substance blanche », et en d'autres, sépare les filaments blancs les uns des autres (p. 4). Mais ils ignorent encore ce que sont ces substances ; de quelle manière les nerfs sont réunis dans la substance blanche, et jusqu'où leurs extrémités y avancent; de quelle disposition dépend encore « toute la diversité de nos sentiments, et de nos mouvements »(p. 5).

### Les ventricules du cerveau
p. 5, Sténon remet en cause la conception selon laquelle les ventricules seraient le sièges des facultés mentales (les « esprits », les spiritus, dérivés de la pneuma antique); et d'autre part le réceptacles de la partie excrémentielle des spiritus (depuis Galien, la pituite est la partie excrémentielle des esprits animaux ou spiritus animalis). Comme le dit Sténon (p. 6) :

« Il y en a qui tiennent que les excréments du cerveau sont dans ces ventricules, parce qu’ils y volent quelque chose de semblable ; ceux-là mêmes trouvent qu’il y a autant de pente dans le cerveau pour les faire descendre dans la moelle, qu’il y en a pour les conduire dans l’entonnoir dit infundibulum »

Le liquide — en fait le liquide céphalorachidien — s'écoulerait vers l'arrière par le foramen déchiré (conception de Vésale), ou par infundibulum (par entonnoir, il parle de la « tige pituitaire » qui se termine par la glande pituitaire , soit l'hypophyse : 

« il y a quelque raison, de croire qu’ils trouvent des passages qui les conduisent immédiatement dans les yeux, dans les narines, et dans la bouche »

De la glande pituitaire, depuis Galien (De usu partium Lib.9 Cap.3) on supposait que la pituite traversait la selle turcique pour se déverser dans le nasopharynx, émonctoire du cerveau, particulièrement en cas de maladie (le « rhume de cerveau »),. Il n'y a pas de certitudes sur les esprits animaux (p. 6). On trouve p. 31 une réfutation de Galien :

« On appelle la glande inferieure, pituitaire, encore qu’on n’ait pas la moindre assurance que son action soit sur la pituite. »

Sténon ne fait pas état du De catarrhis de Schneider, pourtant le terreau de son propre travail sur les glandes. Sténon dans ses Observationes anatomicae de 1662 avait répondu très activement aux idées de Schneider, les peaufinant et en les poursuivant avait fait un travail minutieux sur les glandes lacrymales, dans lequel il a nié l'origine cérébrale des larmes ; de même que Schneider avait nié l'origine cérébrale de la pituite.
Pour les idées les plus courantes sur la fonction de la glande pituitaire, on trouve l'Anatomia reformata de Bartholin de 1651 :
« Usus est idem qui aliarum glandularum, carne bibula instar spongiæ excipere excrementa crassa (namtenuia per futuras evaporant) collecta in cerebri ventriculis, sæpe satis copiosa. »
« la glande pituitaire a le même usage que les autres glandes; sa fonction est de recueillir, par imprégnation de sa chair, comme une éponge, les excréments épais retenus dans les ventricules du cerveau »
— dans Sténon Andrault 2009

### Recommandations lors des dissections
Sténon (p. 8), après avoir montré l'imperfection des méthodes courantes de disséquer le cerveau, propose et recommande, bien que difficile « de continuer les filets des nerfs au travers de la substance du cerveau, pour voir par où ils passent et où ils aboutissent ».

### Erreur communes des anatomistes
p. 9, Sténon divertit le lecteur avec une énumération des principales erreurs des anatomistes touchant le cerveau. Il examine ici particulièrement les Systèmes de Thomas Willis et de Descartes.

« Les anciens ont été tellement préoccupés sur le sujets des ventricules, qu’ils ont pris les ventricules antérieurs, pour le siège du sens-commun, et destiné les postérieurs à la mémoire, afin que le jugement, à ce qu’ils disent, étant logé dans celui du milieu, put faire plus aisément les réflexions, sur les idées qui lui viennent de l’un et de l’autre des ventricules. Il n’y a autre chose à faire, qu’à prier ici ceux qui soutiennent avec les Anciens, cette opinion, de nous donner des raisons, qui nous obligent à les croire ; car je vous assure, que de tout ce qui a été allégué jusque à cette heure, pour établir cette opinion, il n’y a rien de convaincant ; et cette belle cavité voutée du troisième ventricule, où ils avaient posé le siège du jugement, et dressé le trône de l’âme, ne s’y trouvant même pas, vous voyez bien ce qu’il faut juger, du reste de leur système. »

p. 12, Sténon remarque que Thomas Willis loge le sens commun dans le corpus striatum ; l'imagination dans le corpus callosum et la mémoire dans le cortex cérébral. Mais ensuite il déclare que ces affirmations sont hasardeuses pour conclure : « Quelle assurance peut il donc avoir, pour nous faire croire, que ces trois opérations, se font dans les trois corps qu’il leur destine ? Qui est-ce qui nous peut dire si les fibres nerveuses commencent dans le corps rayé, ou si elles passent plutôt par le corps calleux, jusques à l’écorce ou à la substance grisâtre ? Certes, le corps calleux nous est si inconnu, que pour peu qu’on ait d’esprit, on en peut dire tout ce qu’on veut. ».

### Excuse perfide à Descartes pour ses erreurs
Dans le cas de Descartes, il trouve que le philosophe a dans son Traité de l'Homme, imaginé une machine, qui accomplit toutes les actions dont les hommes sont capables, plutôt que décrit l'homme tel qu'il est réellement. p. 13, Sténon habilement et non sans une certaine perfidie, excuse Descartes pour les erreurs qu'il a commises, :

« Il ne faut donc pas condamner Monsieur Des Cartes, si son système du cerveau ne se trouve pas entièrement conforme à l’expérience ; l’excellence de son esprit qui parait principalement dans son Traité de l’Homme, couvre les erreurs de ses hypothèses. Nous voyons que des Anatomistes très habiles, comme Vésale, et d’autres, n’en ont pu éviter de pareilles.
Si on les a pardonnées à ces grands hommes, qui ont passé la meilleure partie de leur vie dans les dissections, pourquoi voudriez vous être moins indulgents à l’égard de Monsieur des Cartes, qui a employé fort heureusement son temps à d’autres spéculations ? »

— Discours de l'anatomie du cerveau (p.14)
Cette question pourrait renvoyer à Thomas Bartholin, Regius, Louis de La Forge, qui ont substitué à un « artifice heuristique », « une explication rendant compte de l’homme lui-même » :

« Le respect que je crois devoir, avec tout le monde, aux esprits de cet ordre, m’aurait empêché de parler des défauts de ce Traité, je me serais contenté de l’admirer avec quelques uns, comme le description d’une belle machine, et toute de son invention ; si je n’avais rencontré beaucoup de gens qui le prennent tout autrement, et qui le veulent faire passer pour une relation fidèle, de ce qu’il y a de plus caché dans les ressorts du corps humain. »

### Réfutation de la glande pinéale cartésienne
p. 15 à p. 22 Sténon démonte les points d'anatomie et de physiologie qui concernent la glande pinéale de Descartes. Extrait :

« Quant à ce que dit Monsieur Descartes que la glande peut servir aux actions, quoi qu’elle penche tantôt d’un côté, et tantôt de l’autre, l’expérience nous assure qu’elle en est tout à fait incapable ; car elle nous fait voir qu’elle est tellement engagée entre toutes les parties du cerveau, et tellement attachée de tous côtés avec ces mêmes parties, que vous ne lui sauriez donner le moindre mouvement sans la forcer, et sans rompre les liens qui la tiennent attachée. Pour ce qui est de la situation, il est aisé de montrer le contraire de ce que Monsieur Descartes nous en dit ; car elle n’est pas à plomb sur le cerveau ; elle n’est pas tournée vers le devant, comme plusieurs des plus habiles le croient ; mais sa pointe regarde toujours le cerebellum ; ou le petit cerveau, et fait avec la base un angle approchant du demi-droit. »

pour finalement conclure (p. 22) : 

« Les amis de Monsieur des Cartes qui prennent son Homme pour une machine,  auront sans doute, pour moi la bonté de croire, que je ne parle point ici contre sa machine, dont j’admire l’artifice ; mais pour ceux qui entreprennent de démontrer que l’homme de Monsieur Descartes est fait comme les autres hommes : l’expérience de l’Anatomie leur fera voir que cette entreprise ne leur saurait réussir. »

### Dénominations étranges des parties du cerveau

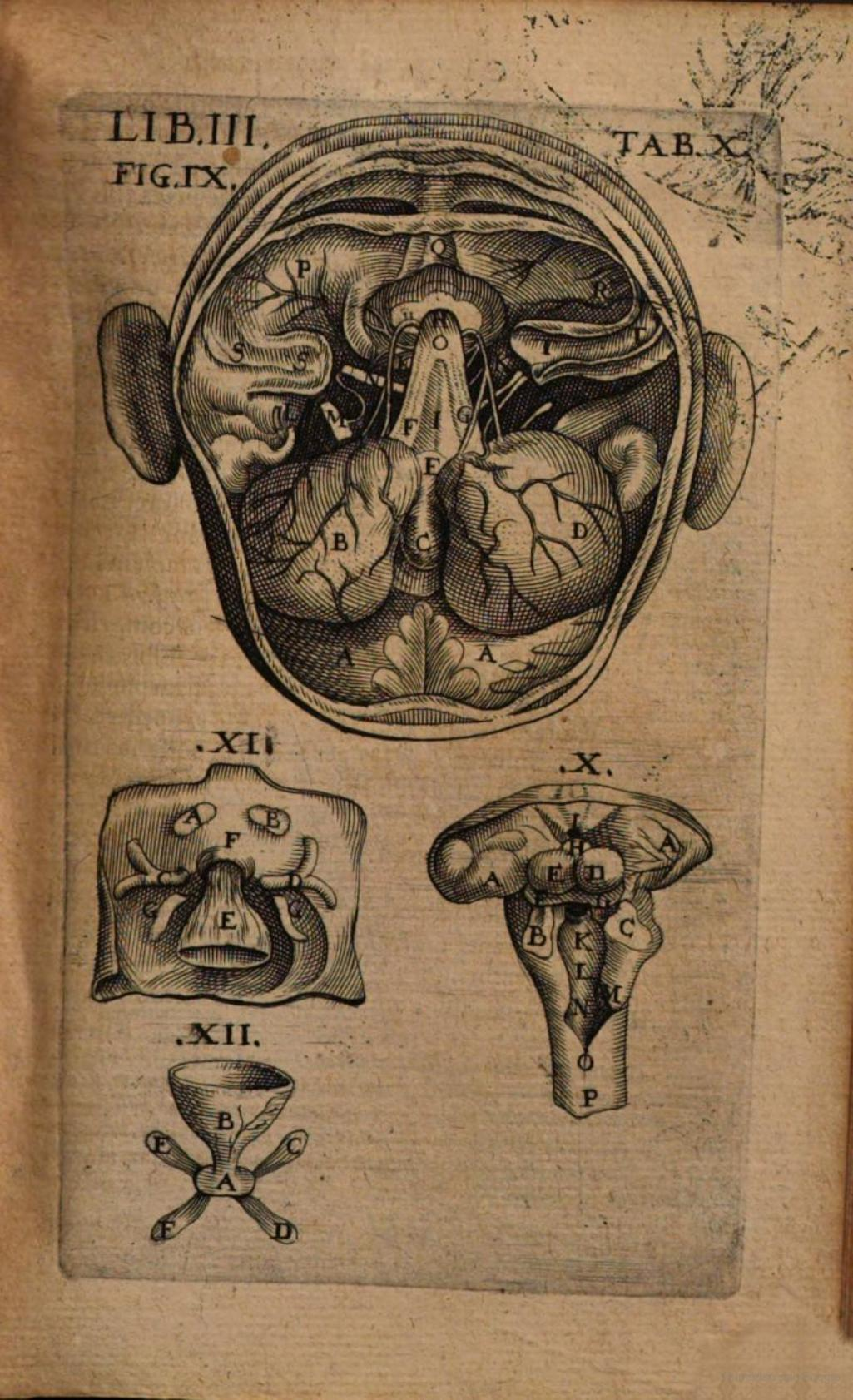
Théodore de Bry. Gaspard Bauhin, Theatrum anatomicum, de Bry, 1605. page 601.

Sténon, p. 28, aussi relayé par une revue du Journal des savants du 10 février 1670, a souligné les expressions étrange et obscures qu'avaient les anatomistes pour désigner les différentes structures du cerveau, et que cet usage montrait qu'ils ne connaissaient ni l'usage ni la forme de ces structures. Cet usage renforce l'opacité des illustrations de mauvaises qualités des traités ,,: 

« Quelle nécessité y avait-il, d’employer les mots de nates, de testes, d’anus, de vulva, de penis, puis qu'ils ont si peu de rapport aux parties, qu’ils signifient dans l’Anatomie du cerveau) en effet, ils leur ressemblent si peu, que ce que l’un appelle nates, l’autre l’appelle testes, etc. »

Galien par exemple avait appelé l'organe pinéal « κωνάριον / konárion» (κωνοειδὲς σῶμα, « conarium » en latin) en référence à κῶνος (cône de pin), mais ce n'était pas le seul nom qui était véhiculé : les dissections du cerveau ont suggéré dans l'esprit des Grecs préfreudiens, des figures fantasmatiques, qui vont former une longue tradition terminologique médicale ; cette tradition qui emploie les terme latin de « nates », de « testes », d’« anus », de « vulva », de « penis », pour désigner différentes structures du cerveau est relayée par Galien (De usu partium, lib. VIII, cap. XIV et De Administrationibus Anat., lib. IX, cap. V). Chez Vésale, la glande pinéale, les colliculi supérieurs et inférieur sont appelés pénis, testicules et fesses (De Testibvs Et Natibvs Cerebri. cap. IX). Gaspard Bauhin (1560-1624) fait état d'un « cerebri penis » et est expansif sur le sujet. Jean Riolan (1577-1657) (Encheiridium anatomicum) utilise ces termes, ainsi que Thomas Willis (Cerebri anatome, 1664, « Post Thalamos nervorum opticorum, adhuc aliæ protuberantiæ insignes, vulgò Nates & Testes dictæ »).
Jacques-Bénigne Winslow pour se conformer à Sténon renommera les nates et testes, « tubercules quadrijumeaux ».

### Tout n'est pas à jeter chez les Anciens
Sténon affirme que faire table rase des Anciens, surtout de leurs erreurs, serait une erreur pour les Modernes. Sténon appelle à les dépasser sans arrogance. Max Neuburger (en) a fait la remarque en 1897 que Sténon a toutefois fourni la tabula rasa nécessaire pour ouvrir la voie au progrès. 

« Il faut avouer, que l’on voit de si belles expériences, dans les écrits de ceux qui nous ont précédé, que nous aurions couru grand risque de les ignorer, s’ils ne nous en eussent avertis. Il s’est même rencontré quelquefois, qu’ils nous ont dit des vérités, que ceux de notre temps n’ont pas reconnues, faute de les avoir examinées avec assez d’application. Il est vrai, d’ailleurs, que ce que les Anciens et les modernes nous ont enseigné touchant le cerveau, est si plein de disputes, qu’autant qu’il y a de livres d’Anatomie, de cette partie, ce sont autant d’écueils de disputes, de doutes, et de controverses. Mais cela n’empêche pas, que l’on ne puisse beaucoup profiter de leur travail, et même tirer de grands avantages de leurs erreurs. Je parle des Auteurs, qui ont travaillé eux-mêmes. . Car pour les autres, qui n’ont travaillé que sur les travaux d’autrui, on ne les peut lire que par divertiſſement... »

— Discours de l'anatomie du cerveau (p.39)

« Nous serons toujours dans une misérable ignorance, si nous nous contentons du peu de lumières qu’ils nous ont laissé, et si les hommes les plus propres à faire ces recherches, ne joignent leurs travaux, leur industrie, et leurs études, pour parvenir à quelque connaissance de la vérité, qui doit être le principal but de ceux qui raisonnent, et qui étudient de bonne foi. »

— Discours de l'anatomie du cerveau (p.57)

### De la manière de disséquer et de dessiner le cerveau
Après avoir ainsi discuté de la manière pratiquée jusqu'ici de disséquer le cerveau, et du peu de lumière qu'on peut en tirer, ainsi que de la défectuosité des figures qui y appartiennent, il laisse à la considération des hommes judicieux la question de savoir quelle foi doit être accordée aux explications faites sur des fondations si peu solides, et cela fait, déclare :

« Il n’y a que deux voies , pour parvenir à la connaissance d’une machine l’une, que le maitre qui l’a composée nous en découvre l’artifice ; l’autre de démonter jusqu'aux moindres ressorts, et les examiner tous séparément, et ensemble. »

### Illustrations
En quatre planches, l'ouvrage de Sténon a illustré les structures cérébrales, décrivant minutieusement les relations entre le corps calleux, les hémisphères cérébraux et la voûte du troisième ventricule. Il montre la dorsale. position de la glande pinéale, décrivant sa forme et montrant qu'elle n'est pas mobile, comme le suggère la théorie de Descartes. Sténon a également étudié les relations entre l'infundibulum et l'hypophyse, a découvert l'adhésion interthalamique et a critiqué plusieurs des représentations de l'anatomie cérébrale décrites par Willis.

Comme l'explique Andrault (p. 14), il est difficile de déterminer que les figures soient de la main de Sténon.

Discours sur l'anatomie du cerveau. Illustrations
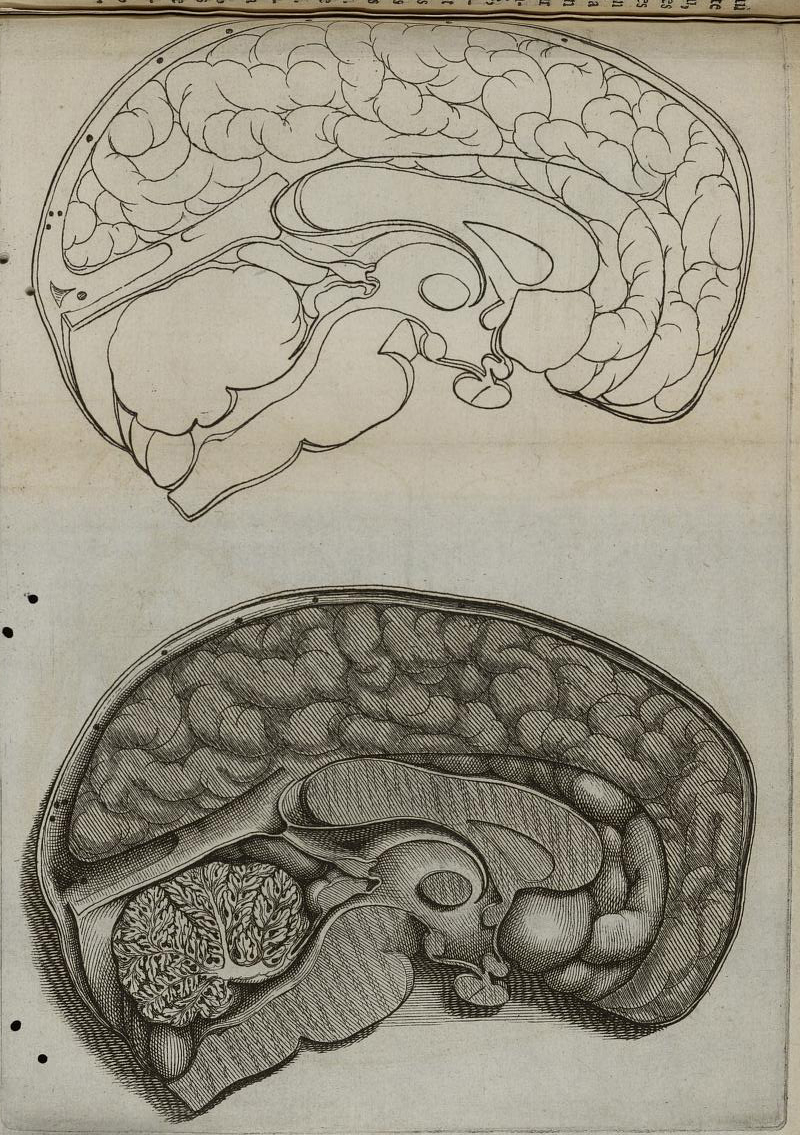
Planche 1
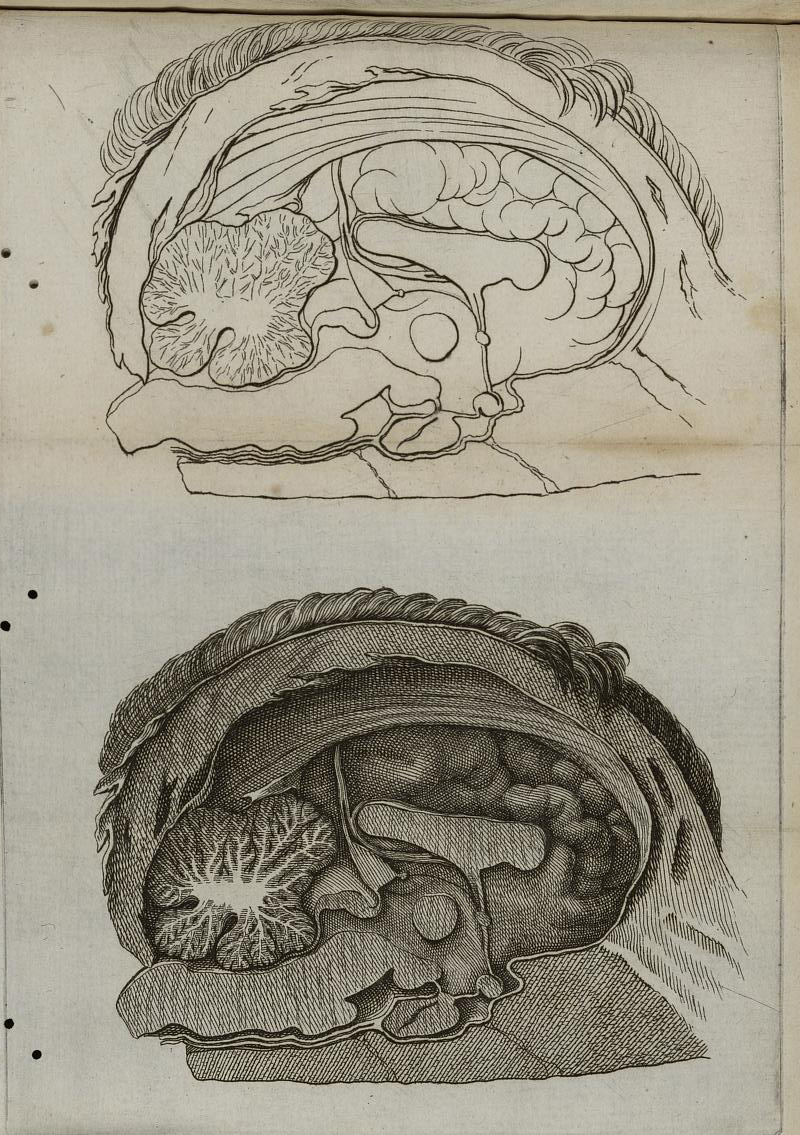
Planche 2
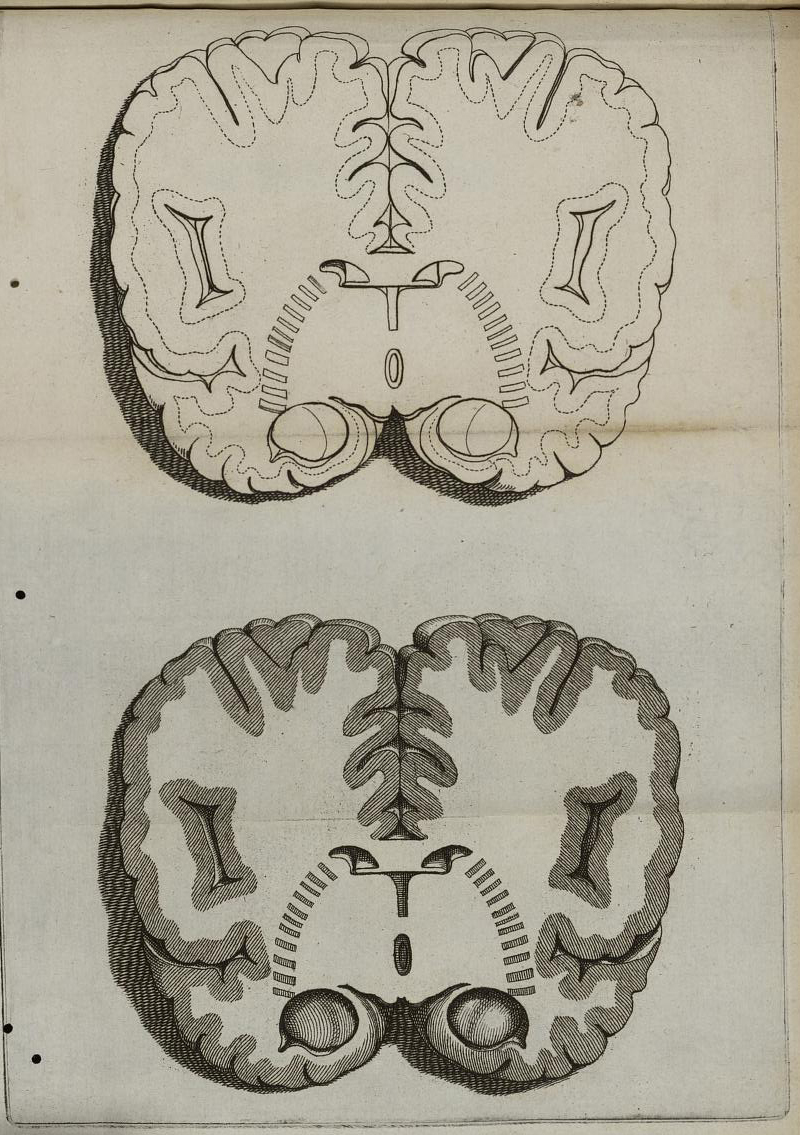
Planche 3
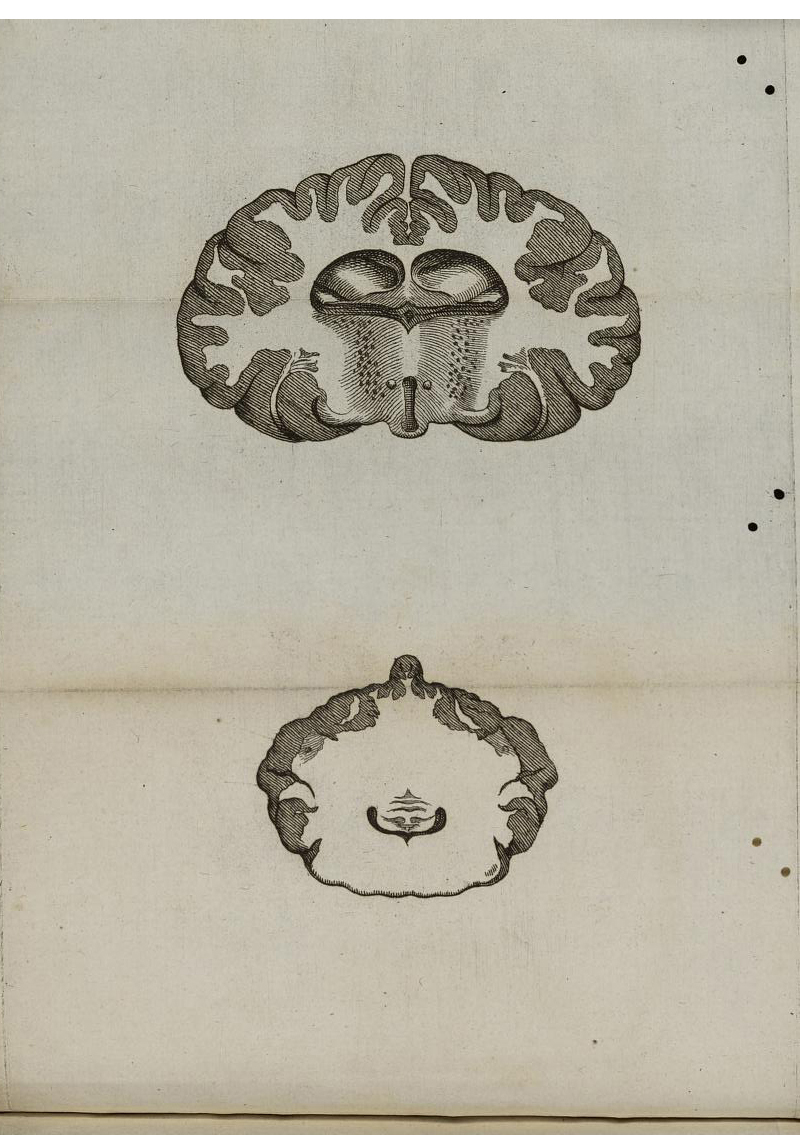
Planche 4

Les planche 1 & 2 comportent des coupes sagittales du cerveau, beaucoup plus précise sur la planche 1 et fautives sur la planches 2. La planche 1 montre la glande pinéale, clairement située à l'extérieur du ventricule.

## Réactions
La théorie de Descartes a échoué, et il n’y a véritablement eu aucun débat quant à savoir si la critique de Sténon à l’égard de Descartes était justifiée. Sténon ne s'est pas opposé à la théorie de Descartes sur la distinction entre le corps et l'esprit; mais tout en souscrivant à l’approche mécaniste cartésienne du corps et du cerveau humains, il a utilisé sa méthode en anatomie et ses diverses découvertes pour réfuter la recomposition cartésienne du cerveau ; cependant sa réfutation de l'anatomie cartésienne menaçait également les hypothèses métaphysiques de Descartes concernant l'unité du corps et de l'esprit et le pouvoir de perception de l'esprit. Par conséquent, concluait Sténon, une nouvelle théorie était nécessaire pour expliquer la relation entre le corps et l’esprit et pour rendre compte de la faculté de perception.

Une lettre de Jean Chapelain à Pierre-Daniel Huet, le 6 avril 1665 fait état du Discours,:

« Je loue cet amour que vous avez pour l'anatomie. C'est par où le grand Démocrite commença et finit de philosopher. Puisque cette passion vous occupe, vous perdez étrangement de ne vous être pas trouvé à Paris depuis trois mois. où Mr Sténon, danois, a fait dans cet art les plus belles épreuves qu'on ait encore vues, jusques à forcer les Descartistes, ces dogmatiques si opiniâtres, à tomber d'accord de l'erreur de leur patriarche pour la glandule du cerveau et pour son usage, à la présence des plus honnêtes gens de cette ville, sur laquelle néanmoins il fondait toutes les opérations de l'âme raisonnable. Mais ce n'est pas la seule chose pour laquelle ce savant Danois s'est fait admirer, et il faudra essayer avant qu'il nous quitte de l'obliger à donner un traité de ses nouvelles découvertes avec leurs figures pour plus de clarté. Il efface certainement tous les anciens et tous les modernes en ce genre, et comme il est au dessous de trente ans, on peut attendre de lui beaucoup de sœures nouveautés pour le corps humain et de grands secrets pour la perfection de la médecine. »

En 1770, Portal déclarait que le Discours « est chargé de vues utiles sur la pratique anatomique contenant les manières les plus sûres de procéder dans la recherche de la vérité. De plus, Sténon propose des opinions avec une telle modestie et simplicité qu'il mérite pleinement les paroles d'éloge de Haller : 
« vir industrius, candidus, innocuus & magnus »
« un homme travailleur, éclatant, inoffensif et grand »
Max Neuburger (en) fait la remarque en 1897 que Sténon a fourni la tabula rasa, qui, d'une manière négative, a conduit à tant de choses positives et absolument nécessaires pour ouvrir la voie au progrès. Cependant, le premier auteur à pénétrer la contribution de Sténon au cœur fut le philosophe français Auguste-Georges Berthier, en 1914, dans une analyse de la physiologie cartésienne, écrivait :

« Sténon, le plus grand, après Harvey, et le plus lucide génie physiologique du XVIIe siècle, qui fit à Paris en 1669 une critique de l'hypothèse cartésienne à laquelle il n'y aurait aujourd'hui encore rien d'important å opposer. Encore aussi que Stenon ait dénoncé, avec une admirable pénétration, l'arbitraire de la conception cartésienne. »

Le critique des Philosophical Transactions of the Royal Society a souligné comment les théories de Descartes et de Thomas Willis reposaient sur des « fondations fragiles ».

## Sténon et le cartésianisme
Sténon était il cartésien? Au XVIIe siècle, l'utilisation de méthodes de quantification et analogies mécaniques en médecine ou en anatomie, n'impliquait pas forcément que l'on adhéra aux philosophies mécaniques de René Descartes (1596-1650) ou de Pierre Gassendhi (1592-1655). L’analogie entre les mécanismes artificiels et le corps humain dans les travaux de Sténon et d’autres chercheurs est souvent attribuée à l’influence généralisée de la pensée cartésienne, en particulier aux Pays-Bas, finalement le berceau du cartésianisme ; toutefois il existait déjà une tradition d’utilisation d’analogies mécaniques en anatomie depuis Galien et Erasistrate. Les historiens ont tendance à associer le tournant mathématique principal de Sténon à l’école mathématique de Galilée (1564-1642), dont Sténon rencontra les disciples en Italie en 1666. Sténon lit de Descartes le Discours de la méthode et les Principia philosophiae, ainsi que l'ouvrage de Pierre Borel; le Vitae Renati Cartesii, summi philosophi compendium (Paris, 1656), ; dans une lettre à Bartholin à l'automne 1665 il exprime sa réserve; notamment l'approche cartésienne selon laquelle les animaux seraient des machines dénuées d'âme, « Il aimerait bien que les cartésiens, toujours si sûrs d'eux, le persuadent que les bêtes n'ont pas d'âme ». Lorsque le De homine paraît en 1662 (posthume écrit dans les années 1630), la version illustrée de Florentius Schuyl, il formule de nouvelles réserves à Bartholin,. L'explication des larmes de Descartes ne convient pas à Sténon, qui leur a donné une explication simple et complète ; quant à la présentation du cerveau humain par Descartes, il est fort douteux selon Sténon qu'elle renvoie à une réalité observable,,. Le 5 mars 1663, une lettre toujours à Bartholin, montre chez Sténon que le désir d'investiguer d'avantage sur le sujet : plus il ouvre de crânes dit-il, « moins les explications de Descartes lui paraissent probantes ». En 1664 (De Musculis Glandulis observationum specimen, Amsterdam) il reconnaît dans le cœur, un muscle tout à fait ordinaire, résultat qui, s'écarte de nouveau de l'opinion cartésienne,. Si Sténon au contact de l'œuvre de Descartes est devenu cartésien, c'est par hypercarthésianisme qu'il met en doute (doute méthodique) l'enseignement du Maître.
Pendant tout le XVIIe siècle, le cartésianisme est exclu des universités et cherche des espaces où s'exprimer. Les lieux du magistère cartésien, sont les conférences organisées par des savants et philosophes cartésiens comme Jacques Rohault et Régis. Le cartésianisme tend à se répandre dans les milieux jansénistes, s'articulant autour d'un public de femmes, habituellement exclues des lieux de la pensée officielle. Les critiques ouvertes de Descartes par Sténon ont été à l'origine d'une controverse importante, en 1665, selon les factions connues, Gassendistes contre Cartésiens : les Gassendistes adoptant l'empirisme et l'atomisme de Démocrite et d'Épicure, et critiques contre la métaphysique et le rationalisme de la faction cartésienne émergente. Dans une partie perdante, dans cette grande bataille philosophique, Sténon a été utilisé par des amis qui faisaient partie principalement des gassendistes encore dominants. Malgré l'avertissement de Sténon, bien communiqué et bien commenté, les produits de l'imagination de Descartes sont devenus la base structurelle des théories, « et la spéculation est devenue la méthode partagée par les chercheurs qui réfléchissent au fondement biologique de la pensée et au dualisme corps/esprit de Descartes ». Cet exemple illustre à quel point un paradigme peut être immunisé contre la critique : à quelques exceptions, les historiens des sciences ne remarquent pas que, sept ans après sa publication, le cerveau hydraulique du Traité de l'Homme de Descartes était dégonflé, et que le fondement physiologique du système ventriculaire, le corps pinéal en rotation, avaient été réduits à un mythe en public. Les éléments cartésiens, par divers canaux, vont par la suite progressivement s'infiltrer dans les domaines les plus variés du savoir, sans qu'il soit besoin de mentionner Descartes. Les conseils avisés de Sténon sur la manière d'étudier correctement le cerveau par une méthode aussi simple que de tracer les voies nerveuses à travers le cerveau sont pour la plupart ignorés.
Mais une guerre a eu lieu. Comme le remarque Mazzolini « dans la lutte pour l'hégémonie philosophique. Les arguments de Sténon en sont donc venus à être dirigés contre les disciples de Descartes à la fois par la Sorbonne et par l'école de pensée centrée sur Pierre Gassendi ». Sténon a sans aucun doute participé à des discussions religieuses alors que Paris est déchirée par des querelles religieuses : catholiques contre huguenots, et au sein de la communauté catholique, conflit janséniste.

### Sur le muscle cardiaque
Une discussion sur la fonction du muscle cardiaque avait eu lieu entre Descartes et Harvey à la suite de la publication par ce dernier de De motu cordis en 1628 qui demeurait pertinente pour la discussion des théories du mouvement des muscles squelettiques à la fin du XVIIe siècle. Harvey a proposé que les fibres musculaires circulaires du cœur se raccourcissent et projettent ainsi le sang dans la circulation. Descartes acceptait la théorie de Harvey sur la circulation sanguine mais s'y opposait sur la fonction du cœur. Selon Descartes, les gouttes de sang s'échauffent au contact des parois extrêmement chaudes du cœur, chauffées par des feux sans lumière. La raréfaction de ces gouttes de sang les amène à occuper un espace plus grand qu’auparavant, poussant les valvules vers les artères à s’ouvrir. Ainsi, les artères se gonflent simultanément au bouillonnement du cœur. Le différend entre les positions contractionniste de Harvey et ébullitionniste de Descartes sur la fonction cardiaque qui peuvent être comprises comme la controverse entre une position vitaliste (Harvey) et une position mécaniste, le mouvement contractile du cœur d'Harvey étant vitaliste, elle répugnait à Descartes pour les raisons fondamentales de son ontologie : le cœur ne peut véritablement agir que s'il peut consciemment vouloir son mouvement, sinon le mouvement doit être le résultat d'une interaction passive avec d'autres corps. Harvey n'a pas fourni une cause pour expliquer la contraction du cœur muscles squelettiques et Sténon a explicitement admis qu'il ne pouvait pas en donner. Sténon distingue le cœur des autres muscles et nie que la conception de Descartes que les contraction cardiaque provienne du sang ; Sténon montre aussi que la contraction musculaire n’entraîne pas de modification du volume du muscle. C'était aussi la thèse de Jan Swammerdam, auteur d’expériences importantes sur ce thème.

### Leibniz contre Descartes et le cartésianisme
Leibniz dans une lettre à Claude Nicaise publiée contre son avis dans le Journal des savants du 13 avril 1693, s'était montré critique pour le cartésianisme : (il rappelle de Descartes, comme Sténon et d'autres l'ont montré. que « Son homme est extrêmement différent de l'homme véritable »), ce qui excitera le mécontentement des Cartésiens, et lui vaudra une vive réponse de Sylvain Leroy. Ce débat se prolonge dans une lettre probablement écrite au rédacteur en chef du Journal des Savants: « M. Sténon fut désabusé du Cartésianisme, quand il découvrit combien le véritable corps humain est différent de l'homme de Descartes.». Les fondateurs de la philosophie moderne sont Bacon, Galilei, Kepler, Gassendi et Descartes : « Bacon fait des belles réflexions sur toute sorte de doctrines et s'attache principalement à faciliter les expériences ». « Galilée a commencé la science du mouvement et a embelli l'Astronomie particulièrement dans l'Hypothèse de Copernic ». « Et on lui peut joindre Kepler dont les suivants ont fort profité ».« Gassendi a ressuscité les sentiments de Démocrite et d'Épicure, que Descartes a corrigés en y joignant quelques opinions d'Aristote (touchant le plein et le contenu), et la morale des Stoïciens ». « Le mal est que comme il donnait autrefois un défi aux Péripatéticiens (dans sa lettre au Provincial des Jésuites) leur soutenant qu'ils ne pourraient montrer l'explication d'aucun phénomène par ce qui est propre à la philosophie péripatéticienne, on pourrait aussi soutenir que le Cartésianisme est fort stérile, et que jusqu'ici on n'a rien découvert du tout qui puisse être utile aux hommes par ce qui est propre à la philosophie Cartésienne, [...] J'ai été souvent surpris de voir que l'invention cartésienne est morte avec M. Descartes, car on ne voit point que ses sectateurs fassent autre chose que de le paraphraser, car de faire quelques jolis discours ou quelque bonne réflexion, ce n'est pas ce qu'on appelle une découverte. Ordinairement les sectateurs ex professo sont capables d'être inventeurs et par je ne sais quel malheur je ne connais aucune invention mémorable qui soit d'aucun de ceux qu'on appelle proprement Cartésiens. » .

## Un ouvrage toujours actuel
Le Discours sur l'anatomie du cerveau est probablement l'ouvrage en biologie le plus connu de Sténon et est toujours considéré comme lisible par les neuroscientifiques qui peuvent tirer profit de sa réflexion scientifique rigoureuse et de ses conseils sur les questions de méthodologie. Sténon à par exemple suggéré que sans ouvrir le crâne, on pourrait tenter d'appliquer de manière externe différents médicaments, en les mélangeant à la nourriture ou par injections dans les vaisseaux, et apprendre à partir de là, ce qui perturbe les actions de l'animal, et quel est le remède le plus approprié lorsqu'elles sont perturbées.
En 1969, à l’occasion du troisième centenaire de la publication du Discours, neuroscientifiques et historiens de la médecine se sont réunis à Copenhague pour une conférence dont les actes scientifiques discutaient de ses aspects biologiques. En 1991, Renato Giuseppe Mazzolini a fait de Sténon le personnage clé d'une revue. « Schemes and models of the thinking machine: From Descartes to Haller » (« Schémas et modèles de la machine à penser : De Descartes à Haller »).

### L'Académie Melchisédech Thévenot
Sténon reçoit le patronage de Melchisédech Thévenot (1620-1694), plus tard chambellan du roi, homme riche et intéressé par la science, et éminence grise derrière la fondation de l'Académie des Sciences de Paris en 1666. Les maisons de Thévenot à Paris et à Issy étaient ouvertes aux scientifiques en visite, parmi lesquels se trouvaient un ami de Sténon de Leyde, Jan Swammerdam. L'Académie n'exista d'abord qu'à titre officieux, attendant une déclaration ouverte de la part du Roi qui survient le 22 décembre 1666 et le Discours de Sténon pourrait donc en être l'un des actes fondateurs (dans McKeon 1965). Les questions scientifiques étaient discutées lors de réunions hebdomadaires, et c'est peut-être lors d'une telle réunion au cours de l'hiver 1665 (début 1665) que Sténon donna, en français, une conférence sur l'anatomie du cerveau, qui fut publiée quatre ans plus tard.

### Les revues du Journal des savants
L'Homme de Descartes, le Cerebri anatome de Thomas Willis font leur apparition dans le premier et le second numéro du tout récent Journal des savants de Denis de Sallo, parus au début de l'année 1665.

#### Revue du Journal des savants du Lundi 5 janvier 1665
Cette revue est publiée par le Journal des savants du 5 janvier 1665 est intitulée : « L'Homme de René Des-Cartes, avec un - Traité de la Formation du Fœtus du même Auteur. A Paris » :

« Le dessein que M. Des-Cartes se propose dans ce traité de l'Homme, est de distinguer les fonctions qui appartiennent au corps, de celles qui appartiennent à l'âme. Il considère donc le corps de l'homme, comme une machine que Dieu aurait formée entièrement semblable à nous, tant en la figure extérieure des membres, qu'en la conformation extérieure des organes: et il prétend que si Dieu excitait dans cette machine un feu semblable à celui qui fait bouillir le vin nouveau: toutes les fonctions qui se font dans notre corps, sans que nous y pensions, se feraient dans cette machine. Ce qui sert à distinguer les actions dépendantes de l'âme, d'avec celles qui font purement des effets de la machine du corps. Et parce que pour bien concevoir le mouvement d'une machine, il en faut connaitre toutes les parties et les liaisons qui sont entre elles; M.Des-Cartes, pour rendre raison de tous les mouvements de notre corps, fait le dénombrement de toutes les parties qui le composent. Néanmoins supposant les choses qui sont constantes, il ne s'arrête à expliquer que celles, sur lesquelles il a quelques opinions particulières; comme sont la circulation du sang, la perfection des esprits animaux, qu'il attribue à la glande pinéale, la communication des muscles et des nerfs, dans lesquels il suppose des valvules, etc..
Dans le second Traité, qui est la Formation du Fœtus, M. Des-Cartes enseigne ce que chacun des deux sexes y contribue. Ensuite il montre que le cœur se forme le premier; et il en décrit le mouvement d'une manière, qui sert à prouver la circulation du fang. Et c'est en cet endroit qu'il explique admirablement bien la nécessité des valvules dans tous les conduits par lesquels coule une matière qui a deux mouvements contraires.
M. Des Cartes avait laissé ce Traite dans une si grande confusion, qu'il ne serait pas intelligible si M. Clercelier ne l'avait mis en ordre, et si Mess. de Forge & Guscoven ne l'avaient éclairci pas des figures. »

#### Revue du Journal des savants du Lundi 23 mars 1665
Cette revue est intitulée d'après l'ouvrage homonyme de Thomas Willis : Cerebri anatome : cui accessit nervorum deſcriptio & uſus. Studio Thomaæ Willis in Academia Oxonienſi Pbiloſophiæ naturalis Profeſſoris. Londini.

« LE Livre eſt ſi plein d’eſprit, & remply de tant de nouvelles deſcouvertes, qu’on a creu eſtre obligé de remarquer une partie des beautez qui s’y rencontrent. Tout l’ouvrage eſt diviſé en deux parties.
Dans la premiere, Monſieur de Willis enſeigne une nouvelle maniere de diſſequer le Cerveau & en ſuitte deſcrit toutes les parties qui le compoſent ; s’eſtendant principalement ſur celles qu’il a nouvellement deſcouvertes.
De là il paſſe à monſtrer l’uſage des parties du cerveau, & à faire voir les fonctions de toutes les facultez qui en dépendent. On ne parlera point icy des choſes dont tout le monde est d’accord, mais ſeulement de celles qui ſont nouvelles & extraordinaires.
Premierement il tient que les eſprits ſe font par la diſtillation du plus ſubtil du Sang, qui deſcend des arteres dans la partie exterieure & corticalle du Cerveau ; & il enſeigne que le ſang qui eſt renfermé dans les Sinus de la dure mere ſert à cette diſtillation, de la meſme maniere que le feu dans les diſtilations Chimiques qui ſe font par deſcente, eſtant mis au deſſus de la matiere, ſert à en faire deſcendre ce qu’il y a de plus ſubtil. Secondement, il monſtre que les petites cordes ou fibres qui traverſent les Sinus & les cavitez de la dure mere, & qui eſtoient inconnus devant la deſcouverte qu’il en a faite, ſont cauſes de la palleur & de la rougeur : parce que ſelon que ces fibres reſerrent ou dilatent ces ſinus, le ſang y vient ou s’en retire ; ce qui fait rougır ou pallir.
Troiſieſmement, il monſtre que dans ces petites cavernes & deſtours qu’on voit ſur la ſurface du Cerveau, ſont conſeruées les eſpeces qui font la memoire : de ſorte qu’ils ſe recontrent dans les hommes en plus grand nombre & plus diverſifiez, que dans les autres animaux ; à cauſe qu’ils ont plus de memoire.
En quatrieſme lieu, il enſeigne que dans deux petits corps canelez & pleins de rayons, qu’il a le premier deſcouverts, ſe fait la Senſation commune, à laquelle on n’avoit point iuſques à preſent aſſigné d’organe particulier.
En cinquieſme lieu, il diſtingue les fonctions du Cerveau & du cervelet, & donne l’un pour principe des actions volontaires, & l’autre des involontaires ; comme ſont la reſpiration & le battement du cœur &c. ſur quoy il dit des choſes tres-curieuſes.
En ſixieſme lieu, il remarque, contre l’opinion commune, que les hommes n’ont point ces plis & replis d’arteres, qu’on nomme communement, rets admirable : & il rend raiſon pourquoy de tous Les animaux, il n’y a que l’homme & le cheval qui ne l’ayent point. Dans la ſeconde partie de ce livre il traite des nerfs. Il commence par nier qu’ils ayent aucunes cavitez, ne les ayant iamais peu appercevoir, quoy qu’il les ait cherchez avec le microſcope. Mais il dit qu’ils ont ſeulement des pors qui les traverſent, & qui penetrent bien avant dans leur ſubſtance : ce qui luy a donné ſuiet de croire que les eſprits ſont portez le long des nerfs par le ſuc nerveux qui leur ſert de vehicule.
En ſuite il parle de l’influence des eſprits animaux, de la nature, & de l’uſage du ſuc nerveux, qu’il dit eſtre la cauſe principale de la nourriture des parties ; en forte que le ſang arteriel n’en ſoit que la matiere, & le ſuc nerueux la forme.
Enfin, il traitte des nerfs en particulier, & en fait voir toutes les diviſions & les diverſes inſertions.
Il fait ſervir la premiere paire à l’odorat : & il obſerve qu’il n’y a que ces nerfs qui ayent des cavitez. Il dit de plus, qu’ils ſont pleins d’eau, pour empeſcher qu’ils ne ſoient bleſſez par une odeur trop forte & trop violente : comme on voit que par la meſme raiſon la nature a mis une humeur dans les yeux ; de crainte que les nerfs optiques ne ſoient bleſſez par la rencontre d’un objet trop ignée.
La ſeconde, la troiſieſme & la quatrieſme paire ſervent preſque toutes aux yeux.
La cinquieſme paire ſe porte à pluſieurs parties, & entre autres, aux yeux, aux leures, & aux parties deſtinées à la generation : d’où vient, dit-il, que l’amour s’exprime ſi naturellement par les yeux, & s’augmente ſi ſenſiblement par les baiſers.
La ſixieſme paire va auſſi à pluſieurs parties, & principalement aux yeux & au cœur ce qui fait que l’on remarque dans les yeux des effets des differends mouvemens qui ſe paſſent dans le cœur.
La ſeptieſme paire va à l’oüie.
La huictieſme eſt appellée vague, parce qu’elle va à pluſieurs parties du corps. C’eſt de cette paire de nerfs que M. Willis pretend qu’il en va beaucoup aux poulmons : ce qui eſt aſſez ſurprenant, apres ce qu’ont dit au contraire tant de celebres Anatomiſtes.
La neufieſme eſt entierement pour la langue. Et la dixieſme ne ſert preſque qu’au mouvement du col.
On a fait en meſme temps trois editions de ce livre. Une in 4. une in 8. & la troiſieſme in 12. augmentée d’un traité des muſcles, qui n’eſt pas du meſme Autheur. Outre cét Ouvrage, M. Willis a fait un traité de la fermentation, & un autre des urines, qui n’ont pas eſté trouvez moins beaux que celuy-cy. »

#### Revue du Journal des savants du 10 février 1670
Le Journal des savants du 10 février 1670, offre une brève revue du Discours. Le critique français on le voit a prudemment évité de choisir définitivement entre la description du cerveau de Descartes et de Sténon,: 

« L'auteur de ce Discours avoue ingénument qu'après toutes les dissections qu'il a faites, il ne connait encore rien à la structure du Cerveau. La raison est, que les fibres en sont si petites, qu'il est presqu'impossible de les distinguer les unes des autres; le tissu en est si délicat, qu'on n'y saurait toucher sans le rompre ; et la substance en est si molle, qu'en voulant examiner la figure de chaque partie, on la change sans y penser.
Il fait voir que ceux qui en ont traité avant lui, n'en ont pas eu plus de connaissance.
Premièrement la description que les Anciens Anatomistes en ont faite, est très peu exacte et en beaucoup de choses contraire à l'expérience. On ne trouve pas mêmes, dit cet Auteur, cette célèbre cavité du troisième Ventricule, qu'ils prétendaient être le principal siège de l'âme, et le lieu où se fait le jugement: d'où l'on peut juger de la vérité du reste de leur système. Aussi les noms ridicules qu'ils ont donné à plusieurs parties du Cerveau, dont les unes font appelées nates; les autres, testes; d'autres, anus, vulva, penis,etc. montrent assez qu'ils n'en connaissaient ni l'usage ni la figure: Car ces noms ont si peu de rapport avec les parties qu'ils signifient, que ce que les uns appellent nates, les autres l'appellent testes.
Ce qu'en a écrit M. Descartes dans le Traité qu'il a fait de l'Homme, est beaucoup plus ingénieux; mais il n'est pas plus véritable, si l'on en croit ce Discours. Car l'Auteur soutient qu'il s'en faut beaucoup, que l'Homme de M. Descartes ne soit fait comme les autres Hommes; et particulièrement en ce qui regarde le Cerveau, il montre que la glande pinéale est autrement située que n'a dit M. Descartes, que les vaisseaux qui l'environnent, sont des veines et non pas des artères, et que cette glande est tellement engagée dans le Cerveau, et si bien attachée, qu'elle ne saurait pencher de côté ni d'autre. Mais la beauté de l'invention cache les erreurs de l'hypothèse, et ces fautes sont si ingénieuses qu'il est glorieux à M. Descartes de les avoir faites. 
Pour ce qui est de M. Willis, il est certain qu'il a mieux réussi que tous les autres dans le Traité qu'il a fait du Cerveau. Néanmoins l'Auteur de ce Discours ne demeure pas d'accord de la vérité de son Système non plus que de l'exactitude de ses figures, dans lesquelles il remarque plusieurs fautes considérables. Après avoir montré qu'on ne sait pas encore comment le Cerveau est composé, il traite de ce qu'il faut faire pour en acquérir la connaissance, et il donne plusieurs avertissements nécessaires pour faire utilement des Anatomies. »